# Конні Гілкріст
Конні Гілкріст (англ. Connie Gilchrist) — сценічне ім'я, під котрим отримала широку відомість Констанс Макдональд Гілкріст (англ. Constance Macdonald Gilchrist; нар. 23 січня 1865 року, Портсі, графство Гемпшир, Британська імперія — пом. 9 травня 1946 року, Стьюклі, Бакінгемшир, Велика Британія) —  натурниця у британській імперії, яка позувала у дитинстві і юності художникам Фредеріку Лейтону, Джеймсу Макнілу Уістлеру, Джону Лавері, Джорджу Фрэнсісу Майлзу, Френку Монтегю Холлу, Вільяму Пауеллу Фрайту, фотомодель, актриса драматичного і музичного театру, виконавиця пантоміми, танцівниця бурлеска, муза письменника Льюїса Керролла у 1877—1878 роках, згодом — дружина англійського аристократа Едмонда Уолтера Фіцморіса, 7-го графа Оркні, з 1892 року.
«Її риси якимось чином захопили уяву вікторіанців», — стверджувала куратор галереї Гілдхолл Кэтті Пірс. У 2018 році цілий ряд картин, для котрих Гілкріст позувала, будучи дівчинкою, були представлені на виставці, присвяченій дітям вікторіанській Великій Британії, котра відбувалася у Лондоні. Історією життя Конні Гілкріст зацікавилися великі британські і американські засоби масової інформації The Daily Mail, The Guardian, Smithsonian. Її життю присвячені великі розділи у монографії професора вікторіанської літератури в Університеті Ройал Холловей (.) Энн Варті про дітей на театральній сцені у II половині XIX століття і стаття доктора філософії, викладача факультету мистецтв в Університеті Святої Марії (.), Маргарет Макдональд у довіднику, що вийшов у 2001 році у Великій Британії, котрий містить біографії артистів-моделей.

## Біографія
Констанс Макдональд Гілкріст народилася на острові Портси в графстві Гемпшир 23 січня 1865 року  (за іншою версією — в районі нетрів за вокзалом Кінгс-Крос в північно-східній частині Лондона — Камдені, який в 1851 році письменник У. М. Томас описував як «болото, повне бруду і покидьків»). Вона була донькою Матильди Марії Гілкріст, уродженої Портер, і механіка (англ. «an engine smith» Девіда Гілкріста  . Батько народився в Шотландії, а мати — в Мілфорд-Хейвені. Констанс була наймолодшою з п'яти їхніх доньок . Прийнято вважати, що мати Конні Гілкріст — це натурниця Тіллі Гілкріст, яка в 1871 році позувала в якості моделі в жанрі ню Джеймсу Макнілу Уістлеру. Куратор галереї Гілдхолл Кетті Пірс вважала, що за допомогою популярності дівчинки сім'я намагалася вибратися з убогості.

### Театральна карьера

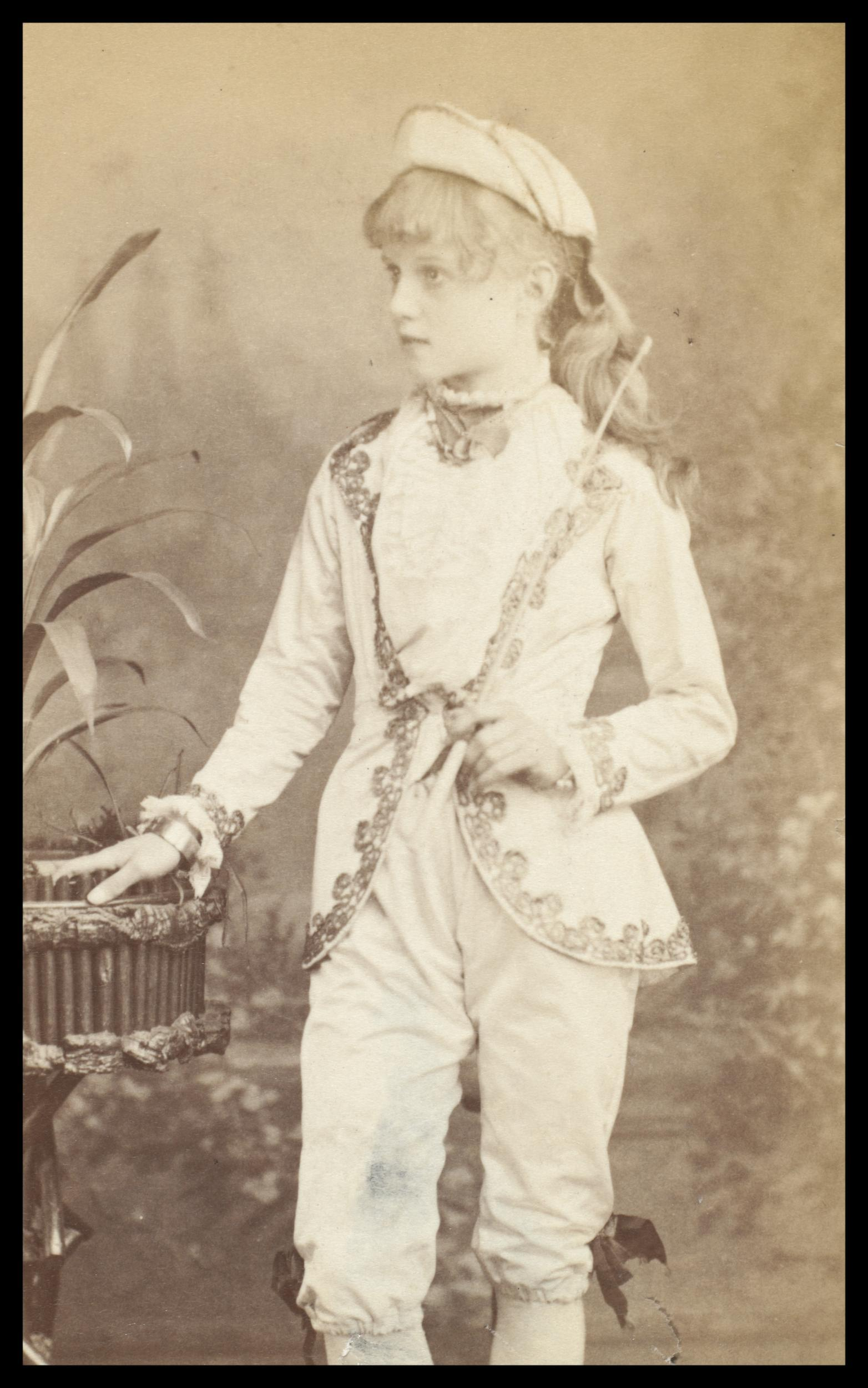
Конні Гілкріст в образі зі спектаклю на початку 1870-х

Перша поява Конні Гілкріст на сцені відбулася в 1873 році, коли вона зіграла Принца грибів в постановці п'єси " Джек в коробці " в театрі Друрі-Лейн. Три роки по тому її виступ в ролі Арлекіна в дитячій пантомімі Театру Адельфи «Маленька паинька» («Словник драми» 1904 року називає п'єсу, в якій дівчинка зіграла Арлекіна, «Дітьми в лісі») призвело до стрімкого зростання популярності («Словник драми» 1904 року і Енн Варті відносили перший виступ дівчинки в цій ролі до 1874 року і не вважали його доленосним для Гілкріст). До 1875 року вона вже грала на Різдвяних святах в Вест-Енді, а в 14 років вона отримала контракт на повний робочий день з лондонським театром Гейеті (англ. Gaiety Theatre), де зіграла діву Меріан в "Маленькому Робін Гуді " і Міранду в п'єсі «Аріель» — пародії на " Бурю " Вільяма Шекспіра, виконала ролі в " Сині Вуса " та «Бульбашках» . Незважаючи на те, що вона з'являлася в сотнях сценічних шоу, перетворюючись в зірку, ті, хто зустрічав маленьку модель в майстернях художників, згадували її як досить сумну маленьку дівчинку.
Талант актриси музичного театру в Конні Гілкріст розкрив імпресаріо, журналіст і письменник Джон Холлінгсхед що став першим художнім керівником театру Гейеті в Лондоні . Його увагу до дівчинки привернув актор і драматург Монтегю Уильямса . Холлінгсхед писав: "Я зробив усе, що міг, щоб їй було зручно в театрі, і вона відплатила мені спокійним і доброзичливим ставленням і рішучістю залишатися зі мною, поки я продовжую наше підприємство. У неї було кілька можливостей «поправити своє становище», особливо після того, як вона домоглася успіху з містером і місіс Флоренс в ролі Ліббі в "Могутньому доларі ". Можливо, вона займала б лідируючу позицію в якості неповнолітньої актриси в Лондонському театрі комедії, але вона відхилила всі пропозиції — в останньому випадку проти мого бажання ". Холлінгсхед був противником присутності дітей-акторів в театрі і робив виняток лише для Гілкріст.
Популярність в якості актриси бурлеску до Гілкріст прийшла в 1877 році після того, як вона виконала роль дівчинки зі скакалкою в цьому театрі. Цю ж роль вона виконала пізніше в Вестмінстерському Акваріумі . . Публіка називала Конні «оригінальна дівчинка театру Гейеті», «дитина» . Кетті Пірс відзначала, що кар'єра Гілкріст проходила по-іншому, ніж життя більшості дітей Вікторіанської епохи, які працювали на фабриках, підмітали вулиці, виконували іншу брудну роботу. Проте, з її точки зору, дівчинка піддавалася експлуатації, як і її однолітки, через відсутність законів про дитячу працю . Пірс робила висновок: «Хоча вона досягла привілейованого становища, на неї з юних років чинився тиск, а мати дуже погано до неї ставилася» . Дівчинка продовжувала багато грати на сцені, в 1881 році спеціально для неї була написана комедія Чарльза Дж. Фосетта «Бульбашки», в якій вона виконала головну роль служниці Поллі. Енн Варті відзначала, що ця роль привернула увагу до її перехідного статусу від дитини до дорослої жінки, зажадала від неї ініціативи та відповідальності, але також показала, що дівчина «потребує поради і захисту» .

## Особисте життя

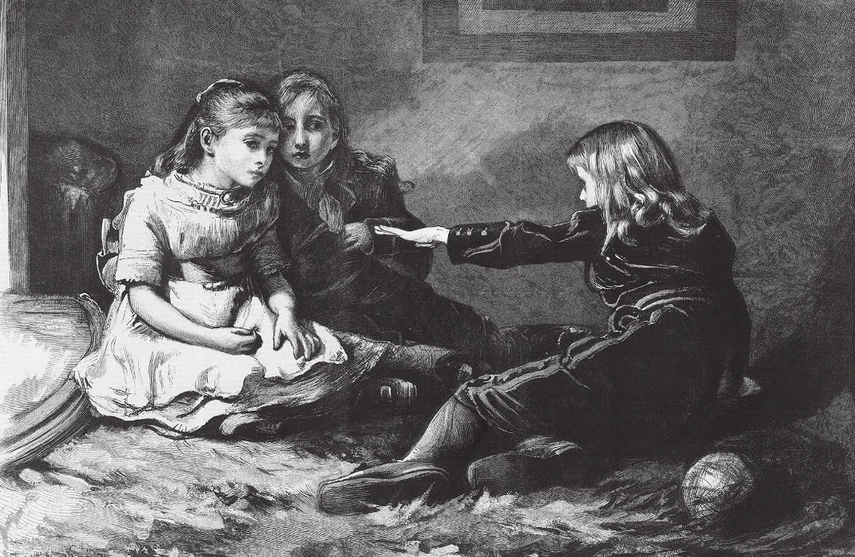
Конні Гілкріст з доньками художника Фрэнка Холла на ілюстрації до «Маленької Мім», 1876

Ада Холл, донька художника Френка Холла, розповідала у своїх спогадах, що мати Конні була сувора до маленької Гілкріст. Одного разу батько Ади, прийшовши додому до Гілкріст, щоб запросити дівчинку для позування, застав Конні в сльозах. Мати побила її за те, що дівчинка відмовилася мити волосся після одинадцятої години ночі, так як була виснажена важкою роботою . Їй доводилося позувати одному з художників, потім поспішати додому, щоб вимитися, привести себе в порядок і зачесатися. Після цього вона повинна була танцювати весь вечір в театрі і, нарешті, втомившись і повернувшись додому, знову мити волосся для нового робочого дня.
Гілкріст пішла зі сцени після гастрольного туру по містам США в 1886 році. Два багатих покровителя, Хью Сесіл Лоутер, 5-й граф Лонсдейл, і Генрі Чарльз Фіц-Рой Сомерсет 8-й герцог Бофорт, ввели її у вищий світ: один придбав будинок в Лондоні, призначений для проживання актрис театру Гейеті, власницею якого стала Гілкріст, а інший став її прийомним батьком . У липні 1892 року Конні Гілкріст вийшла заміж за Едмонда Уолтера Фіцморіса, 7-й граф Оркні . Нареченому було двадцять п'ять років, а нареченій — двадцять сім. Шлюб був укладений в англіканській церкві Всіх душ у центрі Лондона.
Подружжю належав будинок Фіцморіса в Лондоні, який перебував біля Лейтон-Баззард, але більшу частину часу вони проводили в заміському маєтку в Бакінгемширі. У шлюбі у них народилася донька Мері, яка згодом стала дружиною високого шерифа Норфолка і здобула популярність, як леді Мері Констанс Гамільтон Гослінг .
Конні Гілкріст померла в садибному будинку в селі Стьюклі в графстві Бакінгемшир 9 травня 1946 року . Опублікований в газеті The Star під назвою «Скромна відвага» некролог її чоловіка, який помер через кілька років після дружини, був більше присвячений Конні, ніж покійнику. Журналіст описував її «довгі, витончені і неймовірно стрункі ноги» і «сором'язливі фіолетові очі, які визирають з-під густої бахроми пшеничного кольору». Енн Варті з іронією відзначала в книзі «Діти і театр в вікторіанськії Британії», що некролог графа затьмарив «Гармонію в жовтому і золотому» Уістлера.

## Конні Гілкріст— модель Федеріка Лейтона

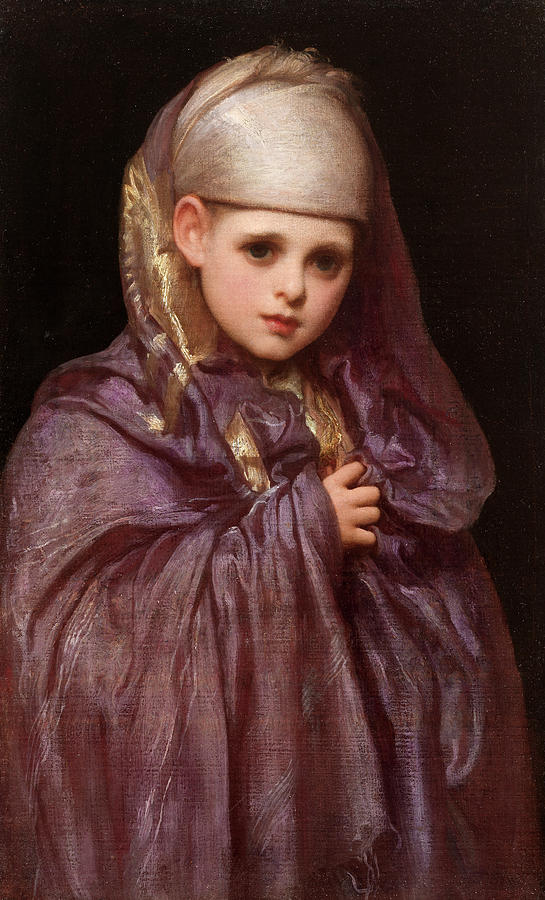
Фредерік Лейтон. Маленька Фатіма, 1875

Дівчинка почала позувати художникам в чотири роки, але здобула популярність на початку 1870-х років як натурниця живописця Фредеріка Лейтона. Будучи людиною Вікторіанської епохи, Лейтон був стурбований відповідністю своєму життю суворим суспільним вимогам. Його друзі відзначали напруженість, властиву йому через це. Тільки серед маленьких дітей, до яких він відчував глибоку прихильність, Лейтон міг розслабитися. Едвард Берн-Джонс писав, що «він малює дітей зі справжнім захопленням». Лейтон створював невеликі картини, де зображував дітей, які направляв на виставки Королівської академії мистецтв разом з іншими більш великими працями.

### Картина «Маленька Фатіма»

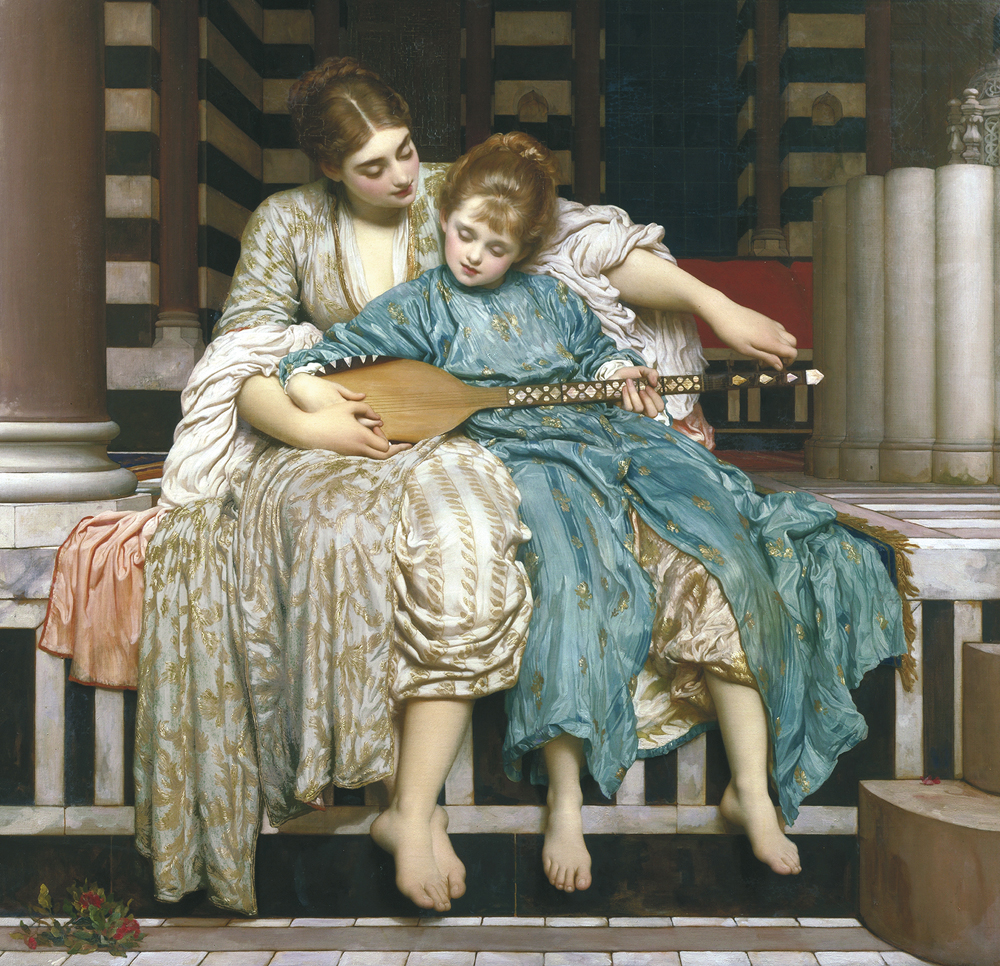
Конні Гілкріст на картині Фредеріка Лейтона «Урок музики», 1877

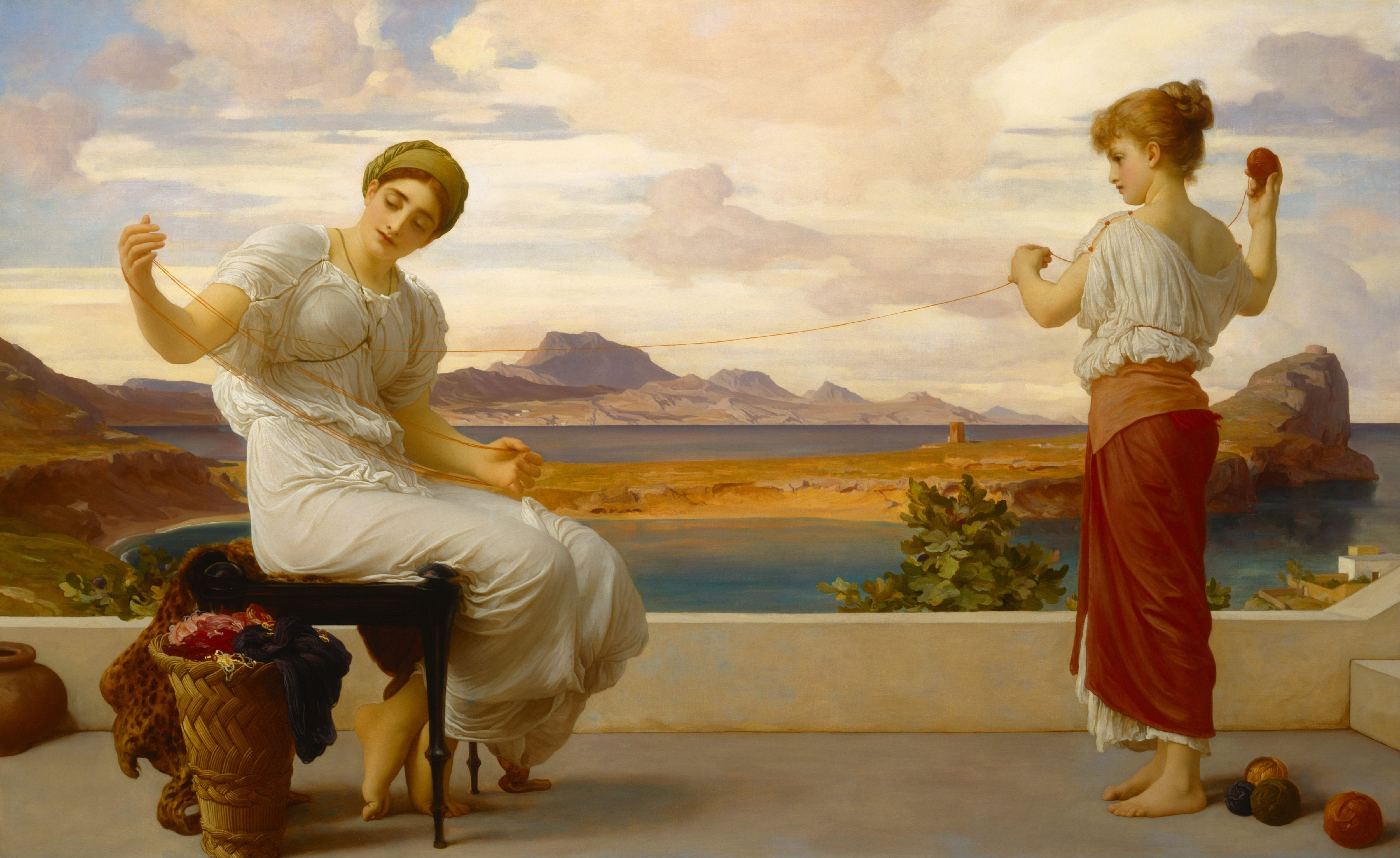
Конні на картині Федеріка Лейтона «Скручування мотка пряжі», 1878

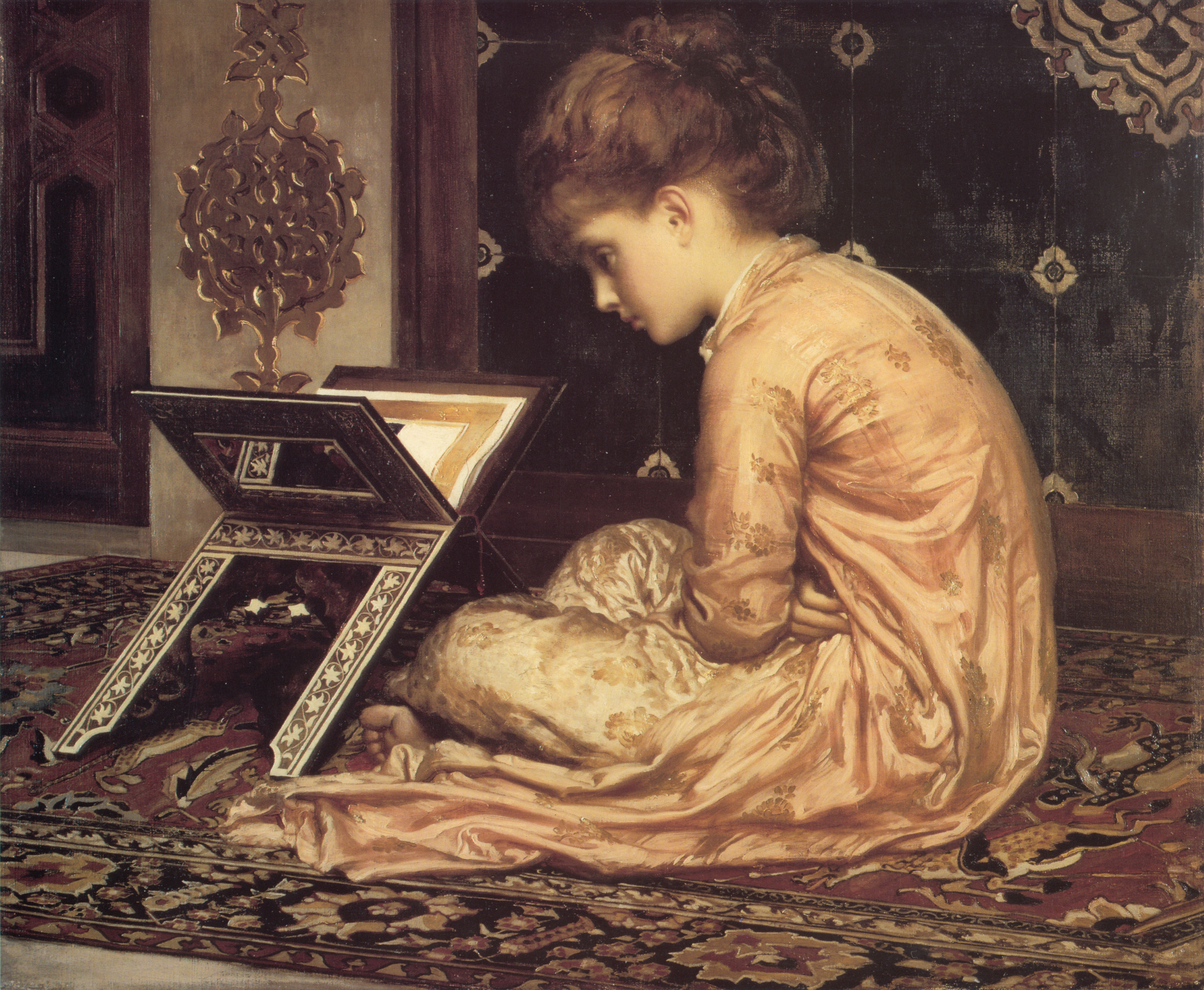
Конні на картині Федеріка Лейтона «Вивчення манускрипту на підставці для читання», 1877

Конні Гілкріст на картині Фредеріка Лейтона «Дафнефорія», 1876

Вперше Конні позувала для Федеріка Лейтона у віці шести років в роботі над полотном " Клеобул навчає свою доньку Клеобуліну " (англ. «Cleobolos instructing his daughter Cleoboline» близько 1871 році). Першим отримав широку популярність і дійшов до нашого часу образ Конні Гілкріст стала арабська дівчинка на картині Лейтона «Маленька Фатіма» (англ. «Little Fatima», зустрічається — «Юна Фатіма», англ. «Young Fatima» близько 1875). Полотно було представлено на виставці в Королівській академії в 1875 році. Художній критик The Art Journal, побачивший його там, назвав юну натурницю «маленькою східною феєю з самою чарівною грацією». Найбільш відомий критик Великої Британії того часу Джон Рескін зауважив: «Є ще одна прекрасна дівчинка в пурпуровмуї драпіруванні від містера Лейтона … яка була б нескінченно більш витончена в рожевій сукні і з ім'ям Петті».
Джерелом натхнення для «Маленької Фатіми» була дівчинка, з якою художник зіткнувся під час своїх подорожей Близьким Сходом . Лейтон писав про неї в своїх щоденниках 1868 року: «Частим супутником в моїй роботі є моя подруга, маленька Фатма (англ. «Little Fatma»), мила маленька дитина років п'яти, з яскравим обличчям і двома рядами самих білих зубів, які коли-небудь бачили. Вона сідає поруч зі мною, іноді дивлячись на картину, іноді на художника, найчастіше на ящик для фарби … Іноді вона задумливо малює візерунок маленьким коричневим пальцем на моїх пилних черевиках … маленькі турки не були такі хороші, як Фатма, маленька арабка». Між 1873 і 1875 роками Лейтон зобразив фігуру Фатіми в тому ж фіолетовому костюмі і в схожій позі, яка стоїть на повний зріст в інтер'єрі Великої мечеті Дамаска (в даний час ця картина знаходиться в Музеї Харріса і Художній галереї в Прістоні). Хоча джерелом натхнення Лейтона була Фатма, натурницею для картини 1875 року стала Конні Гілкріст. Полотно перебувало в колекції Роберта Кіркман Ходжсона (імовірно, племінник Джеймса Стюарта Ходжсона — близького друга Лейтона) до продажу в 1924 році. Потім картина неодноразово переходила на аукціонах з одних приватних рук в інші, останній раз вона була продана у вересні 2018 року за 125 000 євро.

### Картина «Дафнефорія»
На картині Фредеріка Лейтона «Дафнефорія» (англ. «Daphnephoria» 1874—1876, знаходиться в колекції Художньої галереї Леді Левер в Порт-Санлайті, інв. № LL3632, олійний живопис по полотну, 231 × 525 см) з Конні Гілкріст був написаний цілий хор маленьких, що стоять в профіль, схожих один на одного співаючих дівчатокз пухкими обличчями, з розсіяним волоссям і широко відкритими ротами . «Чи не здається вам, що вони ловлять мух?» — писав з іронією британський щотижневий гумористичний журнал " Панч " 13 травня 1876 року. Маргарет Ф. Макдональд відзначала в біографічному нарисі, присвяченому моделі, що оголені плечі дівчаток надають їх групі «надзвичайну чуттєвість». Ряд захоплено співаючих фігур, частиною якого є дівчата, написані з Конні, був натхненний фризом скульптора епохи Відродження Луки делла Роббіа . Цей фриз, що зображує співочих, виконаний на хорах в соборі Флоренції . Дафнефорія — свято в Стародавній Греції, що проводилося кожені дев'ять років на честь Аполлона . Це найграндіозніша з безлічі величезних процесійних картин, на яких багато в чому ґрунтується репутація Лейтона. «Дафнефорія» була написана для їдальні його близького друга і покровителя, банкіра Джеймса Стюарта Ходжсона, який був змушений продати полотно після першого краху Barings Bank в 1890 році. Картина була куплена Джорджем Маккалоу, британським колекціонером, який розбагатів на австралійських золотих копальнях. Його колекція була продана в 1913 році, картину «Дафнефорія» придбав промисловець і меценат Уільям Левер 1-й віконт Леверхульм. Коли він помер в 1925 році, то перед похоронами його труну в оточенні квітів розмістили під цією картиною. 

## Конні Гілкріст на картинах Джеймса Уістлера

### «Гармонія в жовтому і золотому: Золота дівчина— Конні Гілкріст»

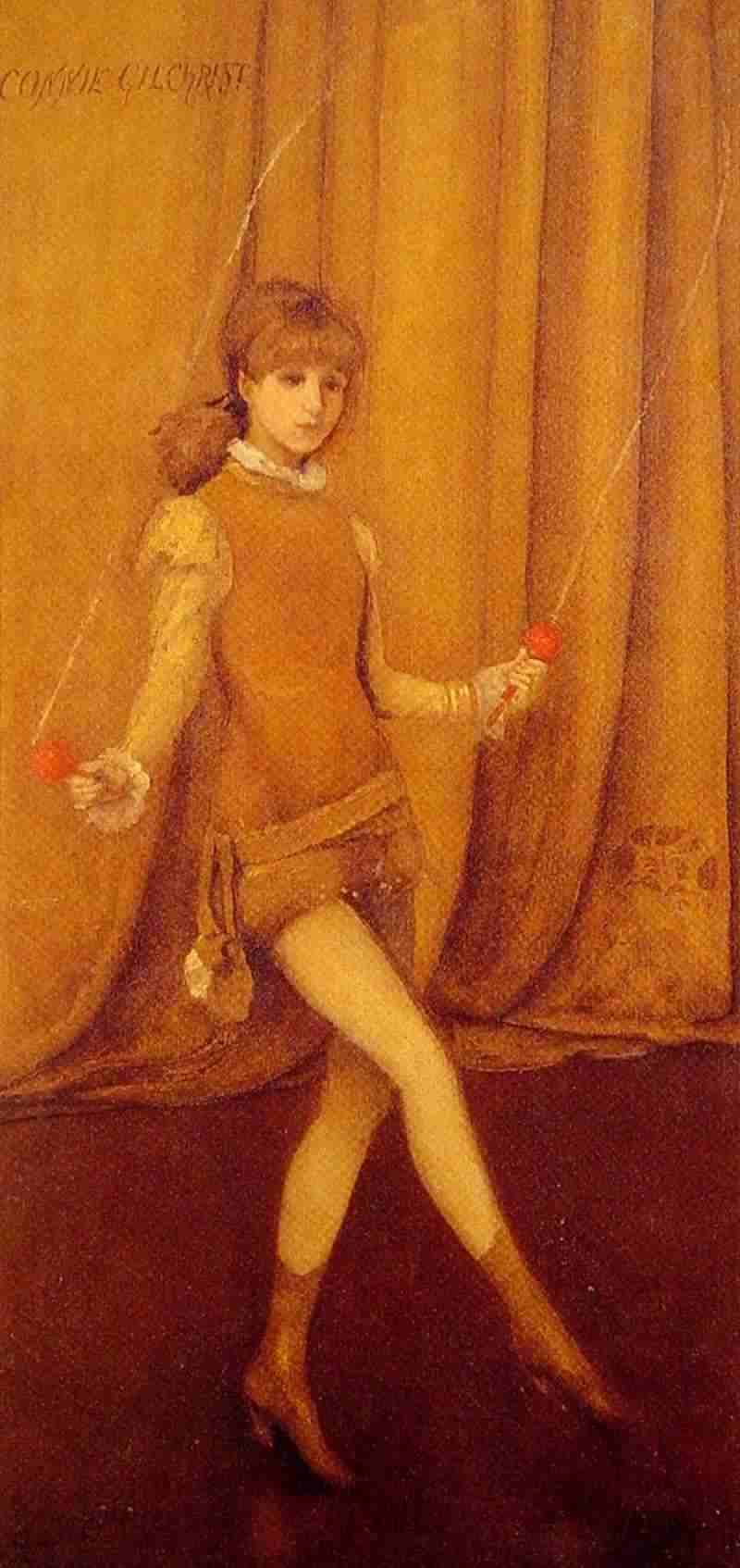
Конні на картині Джеймса Уістлера «Гармонія в жовтому і золотому: Золота дівчина — Конні Гілкріст»

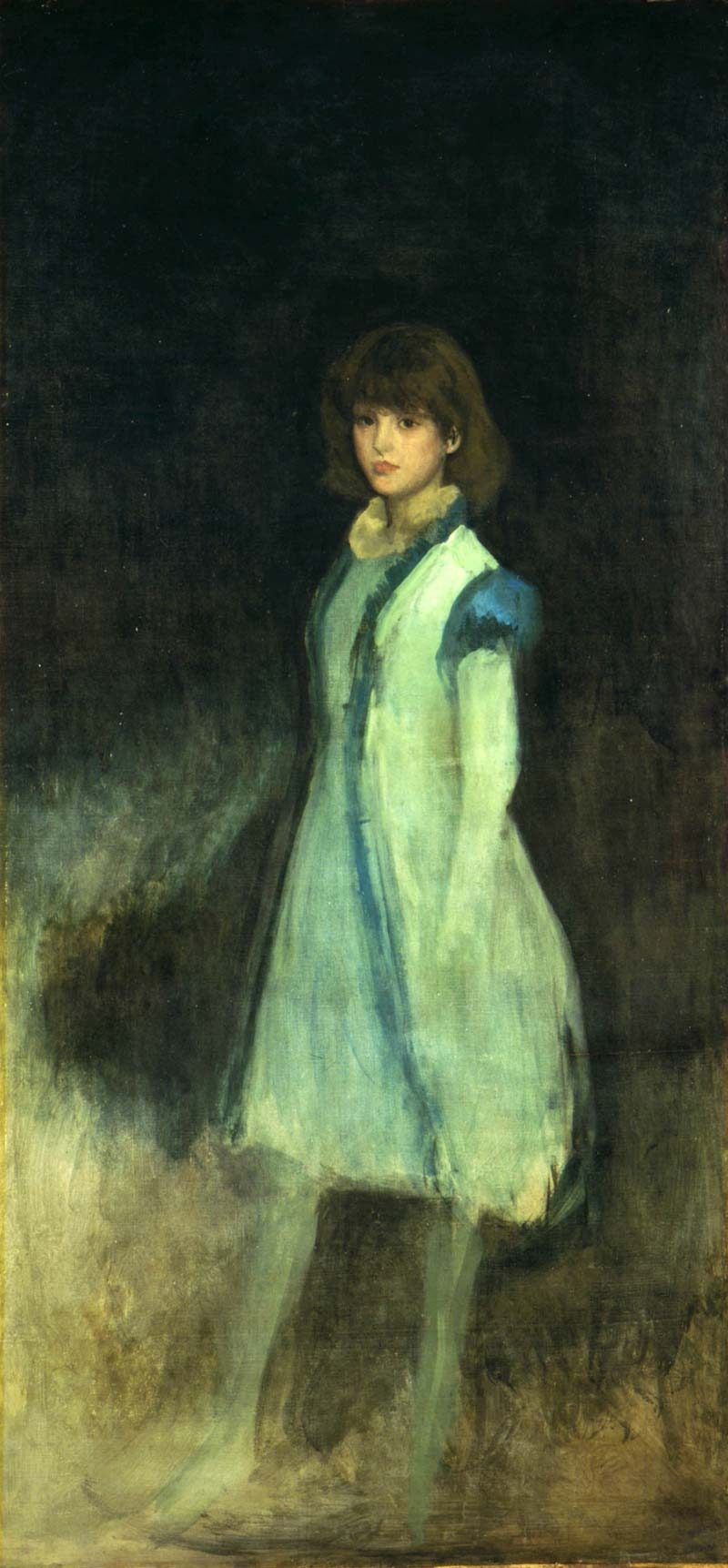
Конні на картині Джеймса Уістлера «Блакитна дівчина: портрет Конні Гілкріст»

Американський художник Джеймс Еббот Мак-Нейл Уістлер відвідував театр Гейеті цілий рік, створюючи портрети акторів. Він написав картину «Гармонія в жовтому і золотому: Золота дівчина — Конні Гілкріст» (англ. «Harmony in Yellow and Gold: The Gold Girl — Connie Gilchrist» олійний живопис по полотну, 217,8 × 109,5, в даний час знаходиться в музеї Метрополітен в Нью-Йорку, надійшла в дар від Джорджа Хірна в 1911 році) — портрет Гілкріст в повний зріст на сцені театру, стрибає через скакалку (Енн Варті помилково вважала, що це перша картина, для якої позувала Конні). Конні позувала художнику в його студії. Картина "Гармонія в жовтому і золотому: Золота дівчинка — Конні Гілкріст була закінчена в 1877 році, коли британська актриса і «світська левиця» Ліллі Ленгтрі побачила її в студії Уістлера. На той час дівчинка була настільки відома, що Лангтрі, яка зізнавалася, що «бачила Конні Гілкріст, але тільки раз», була впевнена в тому, що на портреті зображена саме юна актриса . У 1880-х роках картина була куплена депутатом палати громад від Ліберальної партії Генрі Лабушер. Вістлер, однак, в подальшому позичив полотно у нього, щоб доопрацювати. Картина продовжувала перебувати в студії Уістлера до його смерті в 1903 році і лише після цього була повернута Лабушеру.
Критик Чарльз Паско описував Гілкріст на картині Уістлера «Гармонія в жовтому і золотому: Золота дівчина — Конні Гілкріст» як досить симпатичну шістнадцятирічну дівчину з волоссям кольору льону, в світло-коричневій сукні та чорних шовкових панчохах, а саму картину як чуттєвий і реалістичний портрет без надуманих мальовничих ефектів. Місіс Генрі Адамс 15 червня 1879 року описувала картину так: «На Конні фланелевий жилет, дістає до стегон … сумка і атласні чоботи з високими підборами по моді Людовіка XV, вона стрибає через скакалку з червоними ручками» . Газета The New York Times повідомляла, що «її простодушність [взяло в полон] все серця». На виставці в галереї Гросвенор, картина була піддана критиці. The London Express 24 травня 1879 року писав: «Освіта міс Конні Гілкріст, можливо, настільки ж убога, як і її одяг, і їй, безсумнівно, потрібно буде підказати, що [назва картини]» Золота дівчина «є наклепом на її зовнішність». Карикатура, що з'явилася у виданні The Mask під назвою «Веселощі в позолоті … Конні, про яку ніхто не думає», показувала Гілкріст навпроти величезному метелику (монограма Уістлера). Преса опосередковано торкалася моральних проблем, в тому числі і такої: «Чи робить юність дівчини задовільною досить зухвалий одяг у цій сценічній ролі?» Сам Уістлер був незадоволений картиною з інших причин. У той час як його малюнки пером, що зображують Гілкріст, сильні і виразні, картина позбавлена життя, і розчарований художник хотів навіть її знищити .

### Конні Гілкріст і «блакитні дівчата» Уістлера
Друга картина Уістлера, натурницею для якої була Конні Гілкріст, — «Блакитна дівчина: портрет Конні Гілкріст» (англ. «The Blue Girl: Connie Gilchrist» олійний живопис по полотну, 188,9 × 88,6 см, Художня галерея Хантеріан в Університеті Глазго, інв. № GLAHA 46320), розпочата в 1879 році. До цього часу дівчина перебувала в зеніті своєї слави. Картина, що зображає Гілкріст, залишилася незавершеною, але свіжість і безпосередність цієї роботи сприяє, за словами Маргарет Ф. Макдональд, «поетичному розкриттю її юної грації». «Блакитна дівчина» залишалася у власності художника до самої його смерті, коли за заповітом Уістлера була передана в Університет Глазго; за іншою версією, картина виявилася в музеї як дар Розалінди Бірн Філіп в 1935 році .
Художник і мемуарист Томас Роберт Уэй у свій книзі спогадів про Вістлері писав, що Конні Гілкріст позувала також для картини « Скерцо в блакитному» (англ. «Scherzo in Blue») проте живописець поїхав у Венецію, а коли повернувся, то закінчив це полотно з іншою натурницею. Нею стала Мод Мері Уоллер (1862—1942, пізніше місіс Монк). Згідно Уею, Уістлер працював над цією картиною в 1880 році, але сучасні мистецтвознавці відносять її створення до 1882—1884 років. Картина виконана в техніці олійного живопису по полотну, місцезнаходження її в даний час невідомо. Портрет дівчини виконаний у вертикальному форматі. Вона стоїть, широко розставивши ноги і впершись руками в стегна. На ній сукня зі спідницею до коліна, довгий жилет поверх нього. У дівчини довге волосся, поверх них капелюх з пером. «Скерцо в блакитному: Блакитна дівчина» — остання з серії «Блакитні дівчата» Уістлера. Єдина збережена фотографія «Скерцо в блакитному: Блакитна дівчина» для сучасних мистецтвознавців містить основну інформацію про картину. По ній дослідники встановлюють пропорції полотна «Скерцо в блакитному: Блакитна дівчина». Передбачається, що розмір полотна був приблизно 191 × 99 см. Етюд британського художника Уолтера Сікерта зобразив студію Уістлера під час роботи над картиною «Скерцо в блакитному». Сікерт зобразив цю картину на мольберті і світловолосу натурницю (Конні Гілкріст або Мод Мері Уоллер) на віддалі.

## Конні Гілкріст та інші художники

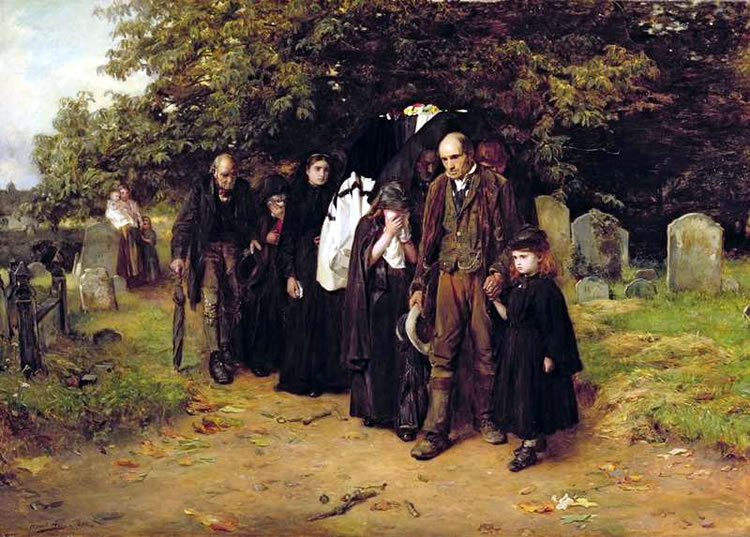
Френк Холл. «Я воскресіння й життя», або «Сільські похорони», 1872

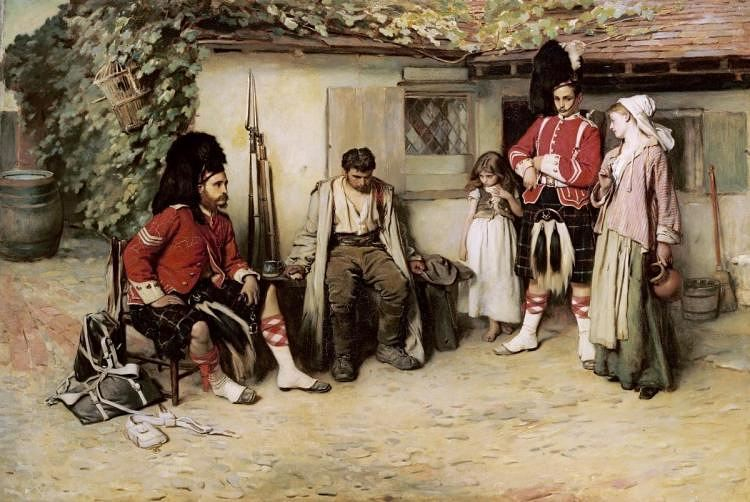
Френк Холл. «Дезертир», 1874

Одна з постійних моделей англійського портретиста Френка Монтегю Холла, місіс Доу, порекомендувала йому свою чотирирічну племінницю Конні, а потім привела її в студію. Дочка Холла Ада згадувала: «Дитина була витонченим маленьким створіннячком, покірним і слухняним, дивно розумним … прекрасною маленькою моделлю». Доньки Холла Ада і Олів подружилися з Конні, грали з нею в дитячій, побували на виставі з її участю. Хоча Ада згадувала, що Конні багато разів позувала її батькові, сучасні мистецтвознавці з упевненістю ідентифікували її лише на двох картинах: «Я воскресіння й життя» (англ. «I am the Resurrection and the Life» олійний живопис по полотну, розмір — 116,8 × 162,6 см, Художній музей Лідса, інв. № LEEAG. PA.1894.0016) , «Дезертир» (англ. «A Deserter» 1874) і, ймовірно, на картині «Обличчя в огні» (англ. «Faces in the Fire» 1867, Музей Ашмола, Оксфорд, розмір — 46,5 × 67,5 см, полотно підписано і датована: «F. Holl 1867») . Критики, однак, припускають, що, коли Хол приступив до роботи над ілюстраціями для газети The Graphic наприкінці 1871 року, короткі терміни, встановлені для малюнків, вимагали, щоб Конні постійно йому позувала . Відомо, що вона стала моделлю для ілюстрації до «Маленької Мім» В. Гілберта. Їй було в цей час близько десяти років. Конні позувала п'ять годин без перерви і була так виснажена, що ледь могла стояти. Хол і його дружина змушені були підтримувати дівчинку.

## Конні і Льюїс Керролл
Письменник вперше побачив дівчинку в театрі Адельфа 13 січня 1877 року в пантомімі «Маленька паинька», в якій були зайняті тільки діти, а Конні виконувала роль Арлекіна. Керролл був в компанії своєї маленької фотомоделі Эвелін Хатч. Письменник зазначив у щоденнику в той же день, що Конні "одна з найкрасивіших дітей, як обличчям, так і фігурою, яких я коли-небудь бачив. Я повинен отримати можливість сфотографувати її " . Керролл послав дівчинці екземпляр казки " Аліса у Дивокраї "і акровірш на ім'я Констанс, одночасно поставивши запитання її матері про повне ім'я Конні, щоб написати акровірш і на нього (для письменника складання акровірша було прелюдією до фотографування). Матильда Гілкріст прийняла подарунок письменника і відправила йому ім'я дочки "Констанс Макдональд Гілкріс. Дві фотографії, зроблені в професійних студіях, відобразили Конні, якою її побачив тоді Керролл. Перша показує обличчя дівчинки великим планом. На другий актриса зображена в ретельно продуманому вбранні, зі скакалкою, що звисає зі столу на лівій стороні зображення. Професор англійської мови в Університеті Сассекса і директор його Центру візуальних мистецтв Ліндсей Сміт зазначала, що ця фотографія передає складний характер одягу, який підкреслює андрогінність її тіла.
Провівши з Гілкріст більше часу (за словами Кейт Райт, півгодини), Керролл зазначив її витонченість, скромність і сором'язливість. 2 липня того ж року Керролл звозив дівчинку в Королівську академію, яка справила на неї сильне враження, особливо після того, як Гілкріст побачила там себе на картині Фредеріка Лейтона «Урок музики». Ліндсей Сміт вважала, що метою відвідування Академії власне і був перегляд двох картин Лейтона, які там знаходилися і для яких позувала Конні: «Урок музики» і «Вивчення манускрипту на підставці для читання». Після відвідин АкадеміїКерролл знову написав у щоденнику «про найпрекраснішу дитину (і обличчям, і фігурою), яку я коли-небудь знав». «Хотілося б зробити 100 її фотографій» — мріяв він . Керролл навіть розробив план, який дозволив би йому зробити фотографії дівчинки: «Придумав план, який здається більш здійсненним, ніж я коли-небудь думав, для отримання фотографій Конні Гілкріст: залишитися в Лондоні, відвезти її в Оксфорд на ранньому поїзді і забрати її ввечері . Це дало б дев'ять годин в Оксфорді і вартувало б трохи більше, ніж оплата за неї і супроводжуючого, який був би тягарем». Чи був реалізований цей план, залишилося невідомим.
2 жовтня 1877 року після вистави "Червона Шапочка "Керролл назвав Гілкріст «найчарівнішою серед Арлекіно» в Театрі Адельфи, але через рік свіжість дівчинки в очах письменника зблякла (Ліндсей Сміт зазначала, що це співпало з настанням у неї статевої зрілості). Керролл розчаровано записав 2 жовтня 1878 року, подивившись "Маленького доктора Фауста " в театрі Гейеті: «Конні Гілкріст була в ролі Зібеля: вона втрачає свою красу і не може грати, але старий номер» Танець зі скакалкою «вона виконала чудово» . 

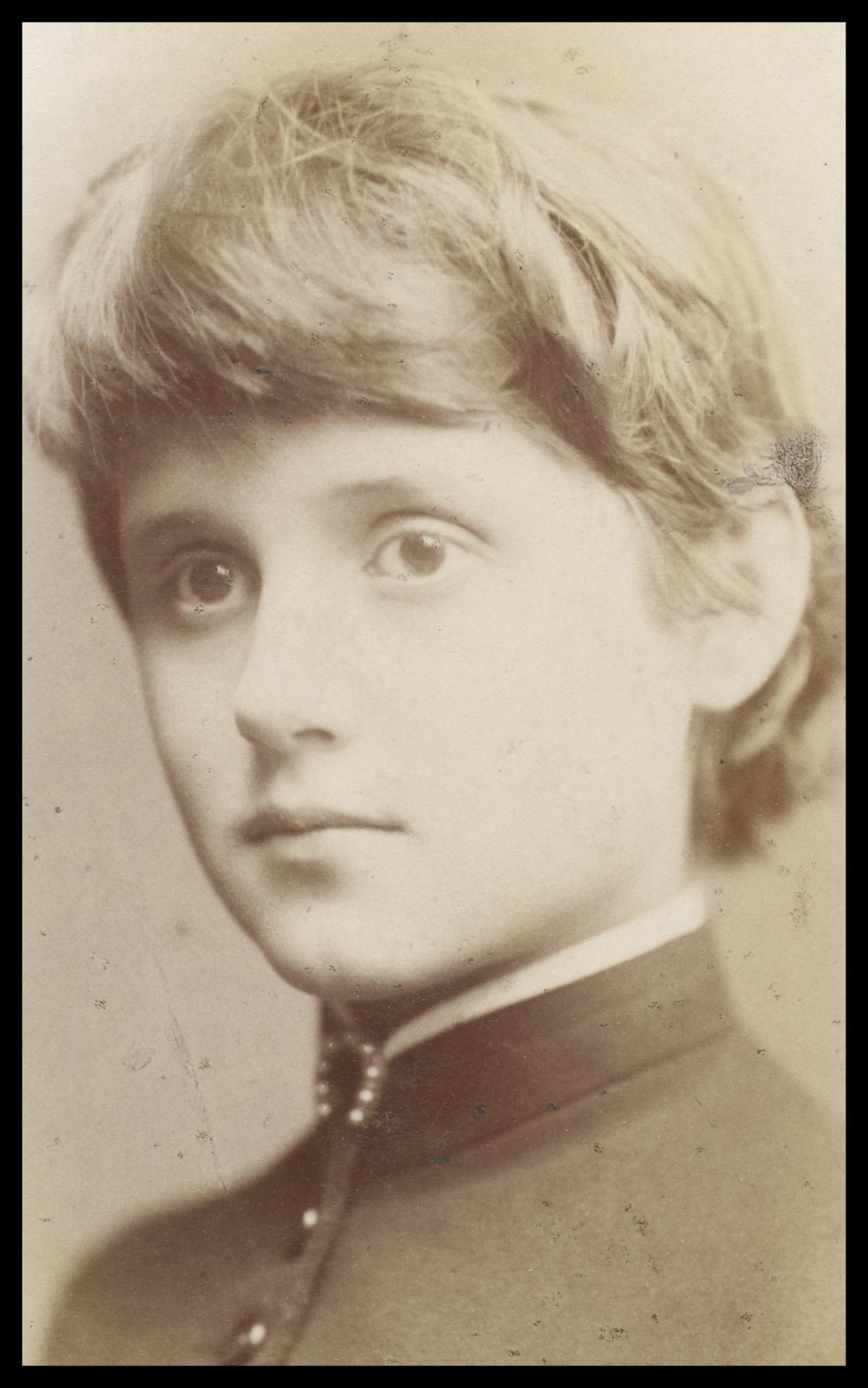
Александер Бассано Конні Гілкріст, 1870

## Конні на фотографіях і літографіях інших майстрів
Конні Гілкріст стала найпопулярнішою молодою актрисою свого часу для фотографій. Були опубліковані великими накладами не лише світлини, але і літографічні портрети Гілкріст в її сценічних образах.
Наївна кольорова хромолітографія Аліни (Національна портретна галерея, Лондон, 32,4 × 20,6 см, дар Теренса Пеппера в 2014 році, інвентарний № NPG D42844) була опублікована під номером 25 у серії «Громадських портретів» фірми «Чарльз Гуддолл і сини» приблизно в 1883 році. На ній зображена Конні в ролі сестри Енн у спектаклі «Синя борода» і нанесений літографічний підпис. Молодість і невинність підкреслюють солом'яний капелюх, коротке волосся, намисто з перлів на шиї і сукню з короткими воланами. Сукня дозволяє демонструвати стрункі ноги, взуті в черевики на високих підборах, низький квадратний виріз, оброблений мереживом, підкреслює груди натурниці, а туго затягнута корсетна сукня показує вузьку талію.
Такі фотографії та гравюри підтримували популярність юної комедіантки. Як модель і актриса, вона спиралася в своїй кар'єрі на молодість, здоров'я, фізичні навички і красиву зовнішність.
Конні Гілкріст закінчила артистичну і модельну кар'єру в 27 років, коли вийшла заміж за молодого аристократа, який був більш ніж на рік молодший за неї.